# Municipio de Ohio (Misuri)
El municipio de Ohio (en inglés: Ohio Township) es un municipio ubicado en el condado de Mississippi en el estado estadounidense de Misuri. En el año 2010 tenía una población de 563 habitantes y una densidad poblacional de 3,65 personas por km².

## Geografía
El municipio de Ohio se encuentra ubicado en las coordenadas 36°55′55″N 89°11′5″O / 36.93194, -89.18472. Según la Oficina del Censo de los Estados Unidos, el municipio tiene una superficie total de 154.44 km², de la cual 142,6 km² corresponden a tierra firme y (7,67 %) 11,84 km² es agua.

## Demografía
Según el censo de 2010, había 563 personas residiendo en el municipio de Ohio. La densidad de población era de 3,65 hab./km². De los 563 habitantes, el municipio de Ohio estaba compuesto por el 67,67 % blancos, el 31,08 % eran afroamericanos, el 0,53 % eran amerindios y el 0,71 % eran de una mezcla de razas. Del total de la población el 0,18 % eran hispanos o latinos de cualquier raza.